# Bogovolja
Bogovolja is een plaats in de gemeente Cetingrad in de Kroatische provincie Karlovac. De plaats telt 205 inwoners (2001).